# George Demand
Pour les articles homonymes, voir Demand.
George Demand (1921-1944)  est un agent du service secret britannique Special Operations Executive de la Seconde Guerre mondiale.

## Éléments biographiques
Fils de Rene et Annie Demand, George William Hedworth Demand naît le 24 juillet 1921 dans le comté (Comté de Durham). Il épouse Freda Ashworth, qui est née dans le Cumberland.
Il fait partie de la section F de la SOE sous le grade de lieutenant et porte le matricule 250965.
Lors de la mission SCULLION 1, il fait partie du groupe d’officiers qui, sous le commandement de Hugh Dormer, sont parachutés dans la nuit du 18 au 19 avril 1943, en vue de perpétrer un attentat contre l'usine de pétrole synthétique des Télots à Autun. Il est opérateur radio, avec pour nom de guerre « Edmonde » et pour code opérationnel STEVEDORE. Trouvant l’usine trop bien gardée, ils renoncent, et reviennent grâce à la filière VIC.
Cependant, Hugh Dormer demande à réessayer. Lors de la mission SCULLION 2, George Demand est repris dans la seconde équipe, qui est parachutée dans la nuit du 16 au 17 août 1943. Elle réussit à poser les engins, sans faire beaucoup de dégâts. Deux membres (Dormer et un sergent) parviennent à s’échapper après l’action. Les autres, dont George Demand, sont arrêtés au retour. Il est exécuté en captivité à Flossenbürg, le 29 mars 1944.

## Reconnaissance

### Distinction
- Royaume-Uni : Mentioned in Despatches.

### Monuments
- En tant que l'un des 104 agents du SOE section F morts pour la France, George Demand est honoré au mémorial de Valençay en Indre.
- Brookwood Memorial, Surrey, panneau 22, colonne 1.
- Musée du camp de Flossenbürg : une plaque, inaugurée le 22 juillet 2007, rend hommage à George Demand parmi quinze agents du SOE exécutés.